# کورتمیلیا
کورتمیلیا (به ایتالیایی: Cortemilia) یک کومونه در ایتالیا است که در استان کونیو واقع شده‌است.

## خصوصیات
کورتمیلیا ۲۴٫۷ کیلومترمربع مساحت و ۲٬۵۱۱ نفر جمعیت دارد.